# TeleNiños
TeleNiños es un canal por cable de Canadá 100% en español dirigido principalmente a los niños y jóvenes. Es propiedad de Telelatino Network Inc. que a su vez pertenece a Corus Entertainment.

## Historia
En octubre de 2011 la Comisión de radiodifusión y telecomunicaciones (CRTC) le concedió la aprobación a Telelatino Network de lanzar un nuevo canal de televisión llamado: La televisión de todos los niños hispanos (en inglés: All Spanish Children’s Television) de categoría B especial, dedicado a ofrecer programación a la comunidad de habla española y para los canadienses de ascendencia hispana que son de edad preescolar hasta los diecisiete años de edad.
El canal se lanzó el 1 de noviembre de 2011 como TeleNiños, exclusivamente en el operador Vidéotron, llegando a casi dos millones de hogares.